# Klingenberger Straße 105 (Böckingen)

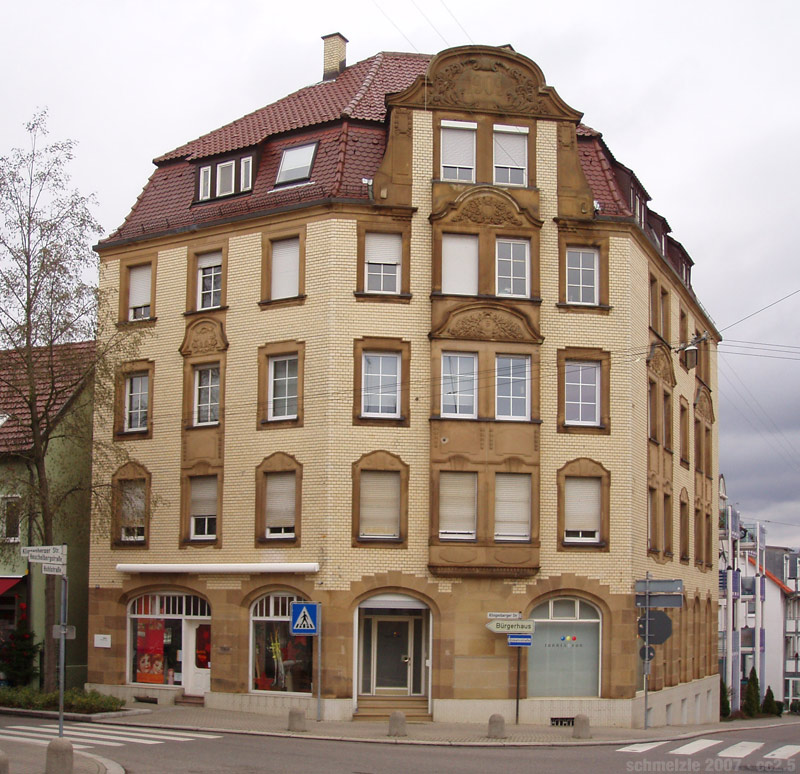
Haus Herschleb in Heilbronn-Böckingen

Das Wohn- und Geschäftshaus Klingenberger Straße 105 im Heilbronner Stadtteil Böckingen steht unter Denkmalschutz.

## Geschichte

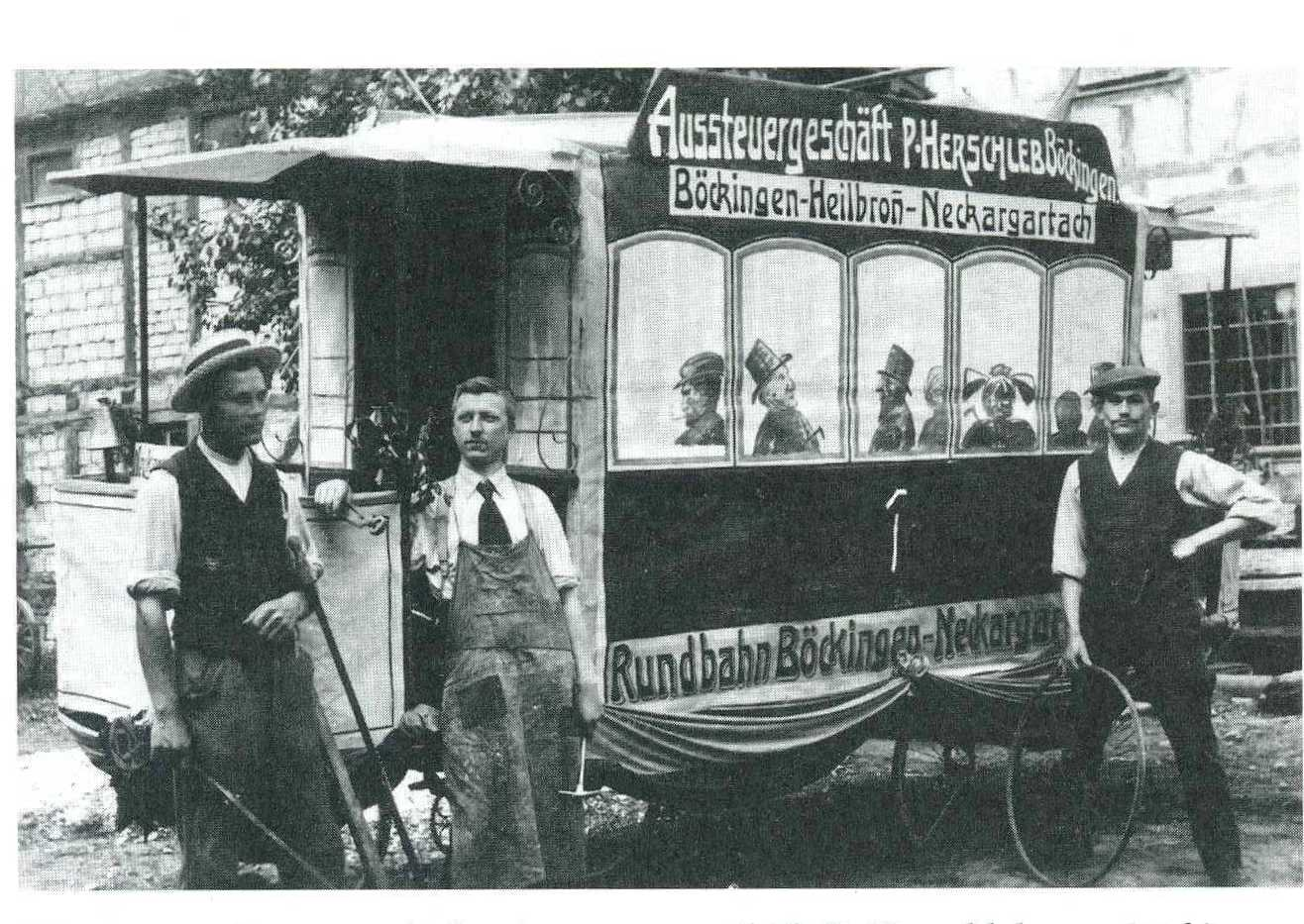
Werbewagen des Aussteuergeschäfts von Paul Herschleb

Das Gebäude wurde 1909 von Karl Tscherning im Stil des Neobarock erbaut. Das Äußere des Gebäudes mit einer Höhe von viereinhalb Geschossen spricht die Formensprache des Neobarock. An der abgeschrägten Gebäudeecke springt ein Mittelrisalit hervor, der einen hohen gebogenen Segmentgiebel aufweist. Im Hintergrund des hohen barock geschwungenen Giebels ist ein Mansardwalmdach mit Gauben zu sehen. Tscherning erbaute auch die Adler-Apotheke beim Rathaus. Das Geschäft von Paul Herschleb vertrieb Aussteuergüter und verkehrte zu Werbezwecken um 1900 auch mit einem Werbewagen.